# Émile Vuillermoz
Émile Vuillermoz, eigentlich Émile-Jean-Joseph Vuillermoz (* 23. Mai 1878 in Lyon, Département Rhône; † 2. März 1960 in Paris) war ein französischer Film- und Musikkritiker.

## Leben
Nach der Schulzeit in seiner Heimatstadt lernte Vuillermoz Orgel und Klavier und studierte parallel dazu Rechtswissenschaften und Literatur. Später ging er nach Paris und wurde Student am Conservatoire de Paris; unter anderem lernte er Harmonielehre bei Antoine Taudou und Komposition bei Gabriel Fauré.
Durch die Bekanntschaft mit Ravel kam er mit der Künstlervereinigung Les Apaches in Kontakt und wurde dort ebenfalls Mitglied. 1909 gründete Vuillermoz die Société musicale indépendante und für die Zeitschrift „Revue musicale“ der Société internationale de musique fungierte er bis 1911 als Herausgeber. Außerdem schrieb er regelmäßig für Zeitungen und Zeitschriften, wie „L’Eclair“, „L’Illustration“, „Le Mercure“, „Le Temps“ u. a. Vuillermoz gilt als erster Filmkritiker Frankreichs. Neben seinen rein journalistischen Arbeiten als Film- und Musikkritiker bzw. seinen Büchern entstand mit den Jahren auch ein kleines kompositorisches Werk.
Über die Musik machte er unter anderem die Bekanntschaft mit Ravel und wurde gleich diesem ein Mitglied der Künstlergruppe Les Apaches.
Vuillermoz starb ein Vierteljahr vor seinem 82. Geburtstag in Paris und fand dort auch seine letzte Ruhestätte.

## Werke (Auswahl)
Kompositionen
- Auvergne-danses. Bourrée de Chapdes-Beaufort.
- Chansons franco-canadiennes.
- Dix Morceaux Mélodiques.
- Jardin d'amour.

Bücher
- Arthur Honegger. Galérie Charpentier, Paris 1943 (zusammen mit Arthur Hoérée, Maurice Manuel, Romain Rolland und Paul Claudel).
- Claude Debussy („Debussy“). Limpert-Verlag, Frankfurt/M. 1957 (Die großen Komponisten des 20. Jahrhunderts; 1).
- Clotilde et Alexandre Sakharoff Édition Centrales, Lausanne 1933.
- Chopin amoureux. Édition Palatine, Genf 1960 (früherer Titel La vie amoureuse de Chopin).
- Gabriel Fauré. Flammarion, Paris 1960.
- histoire de la musique. Les grandes études historiques. Fayard, Paris 1990, ISBN 2-253-01394-3 (Nachdr. d. Ausg. Paris 1949).
- Musiques d'aujourd'hui Édition Cres, Paris 1923.
- Visages de musiciens. Alignan, Paris 1920.
- Quelques pas de danse, mit Illustrationen von Serge Ivanoff – L'Illustration n° 4944 – Dezember 4, 1937.